# خف السيدة الأنيق
خف السيدة الأنيق (الاسم العلمي:Cypripedium elegans) هو نوع من النباتات يتبع جنس خف السيدة من الفصيلة السحلبية.